# 116P/Wild
116P/Wild  eller Wild 4 är en periodisk komet som upptäcktes 21 januari 1990 av den Schweiziska astronomen Paul Wild.